# Činžovní dům manželů Čištínových
Činžovní dům manželů Čištínových je obytný a kancelářský dům s obchodním parterem v historickém jádru Zlína ve Školní ulici s číslem popisným 3297 a orientačním 17. Pro majitele továrny na ovocné konzervy Arnošta a Antonii Čištínovy jej navrhl v roce 1938 architekt Zdeněk Plesník v čistě funkcionalistickém stylu, projektoval a realizoval jej stavitel Ferdinand Sedláček. V srpnu 1939 byla stavba zkolaudována. Dům stojí ve zhuštěné zástavbě nově zbudované ulice na východní hraně parku Komenského nedaleko historického hlavního náměstí. V roce 2001 byl objekt zapsán na seznam nemovitých kulturních památek.

## Historie

### Rodina Čištínů
Arnošt Čištín (10. listopadu 1881 Zlín – 16. července 1946 Zlín), psáno též Čistín, byl zlínský podnikatel, majitel továrny na ovocné konzervy. Narodil se v domě číslo 488 rodičům Janu a Josefě Čištínovým, sezdaným 10. listopadu 1869. Otec Jan (17. dubna 1847 – 4. února 1929), sám syn zlínského obuvníka, obchodníka a hostinského Arnošta Čištína (14. ledna 1817 – 3. prosince 1906) a jeho ženy Josefy, byl perníkář, obchodník a rovněž výrobce marmelád. Navíc byl patrně politicky angažovaný, neboť do přelomových obecních voleb roku 1908 zastával funkci zlínského radního v konzervativním bloku starosty Antonína Batii.

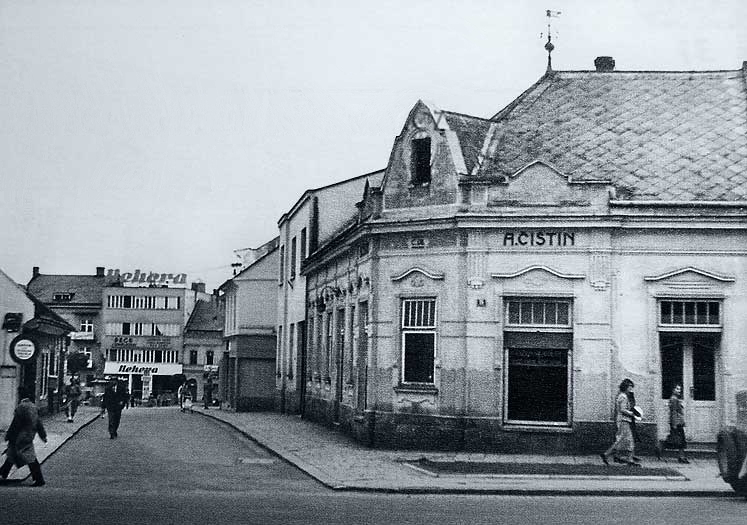
Dřívější provozovna Arnošta Čištína na rohu Kostelní a Komenského ulice

Arnošt byl třetirozeným a nejspíše posledním synem Jana s Josefou, protože po něm následovaly už jen dcery Marie, Josefa, Anna a Ludmila. Prvorozený syn František Josef Jan (1871–1873) zemřel již v roce a půl svého života, zatímco druhorozený Jan Arnošt (1878–?) se stal všeobecným lékařem a odešel do Prahy, kde se jako třicetiletý 15. června 1908 oženil s jednadvacetiletou Zdeňkou Hamáčkovou, dcerou pražského měšťana a majitele lomu. Sloužil také jako podplukovník vojenského lékařstva a v době úmrtí choti 25. května 1926 s ní bydlel v Biskupské ulici číslo 1157. Ovdovělý Arnoštův otec již předtím ve svých 57 letech 14. listopadu 1904 uzavřel sňatek s o 9 let starší vdovou Annou Barvířovou. A samotný Arnošt se ve svých 24 letech oženil 8. listopadu 1905 s o dva roky starší místní učitelkou Antonií Bednářovou (30. dubna 1879 Horní Újezd – 17. března 1961).
Manželům se krátce po sňatku narodily dvě děti. Nejprve 16. října 1806 syn Jan Arnošt a dva roky po něm dcera Vanda Anna (17. září 1806 – 30. srpna 1961). Zajímavostí je, že si Vanda 30. června 1929 vzala za manžela o 13 let staršího Bohuslava Baťu (17. září 1895 – 30. května 1959), syna obuvníka Antonína Bati z druhého manželství s Ludmilou Hrušťákovou, a tedy staršího bratra zlínského velkopodnikatele Jana Antonína Bati, v jehož podniku v době sňatku byl zaměstnaný jako úředník. Vanda s ním měla dva syny, Bohuslava a Jiřího, po válce, patrně kolem roku 1947, spolu natrvalo odešli do Spojených států amerických, kde Bohuslav už dříve působil, a tam také ve státě Maryland dožili.

### Působení Arnošta Čištína ve městě
Za mlada byl Arnošt Čištín zaměstnán mimo jiné u obuvnického továrníka Františka Štěpánka, který se rozkmotřil s Tomášem Baťou a od roku 1907 provozoval vlastní výrobu obuvi, než se v polovině 20. let kvůli několika neuváženým investicím zadlužil a musel skončit. Později se Čištín stal nejen podnikatelem a dědicem rodinné firmy, ale angažoval se také ve veřejném životě zlínské společnosti. Na podzim 1923 byl např. za komunistickou stranu zvolen spolu s Františkem Novákem do výboru městské spořitelny a stal se jeho místopředsedou, zatímco předsedou byl zvolen Tomáš Baťa. Koncem roku 1926 byl mimo povolán k soudní porotě uherskohradišťského krajského soudu. V roce 2028 byl v místním tisku zaznamenán jeho dar ve výši 100 korun na obecní chudé.
Kolem roku 1931 byl Čištín členem výboru a místopředsedou zlínského pěvecko-hudebního spolku Dvořák. V roce 1932 jako nominant okresního úřadu zasedl ve finanční komisi městského úřadu a jejím členem byl pak i v roce 1938. V polovině 30. let byl členem výboru zlínské pobočky Klubu československých turistů. V listopadu 1936 byl na ustavující schůzi jmenován pokladníkem nově založeného Klubu průmyslové spolupráce, jemuž předsedal Jan Antonín Baťa, a byl jím i v únoru 1938. Do výboru městské spořitelny byl znovu zvolen zlínským zastupitelstvem i pro období 1932–1935. V březnu 1937, kdy v čele spořitelny seděl starosta Dominik Čipera, byl Čištín zvolen do jejího revizního odboru. Krátce před Mnichovskou dohodou a vypuknutím druhé světové války, v polovině roku 1938, přispěl částkou 2 000 korun do Jubilejního fondu na obranu státu.

### Přestavba městského centra

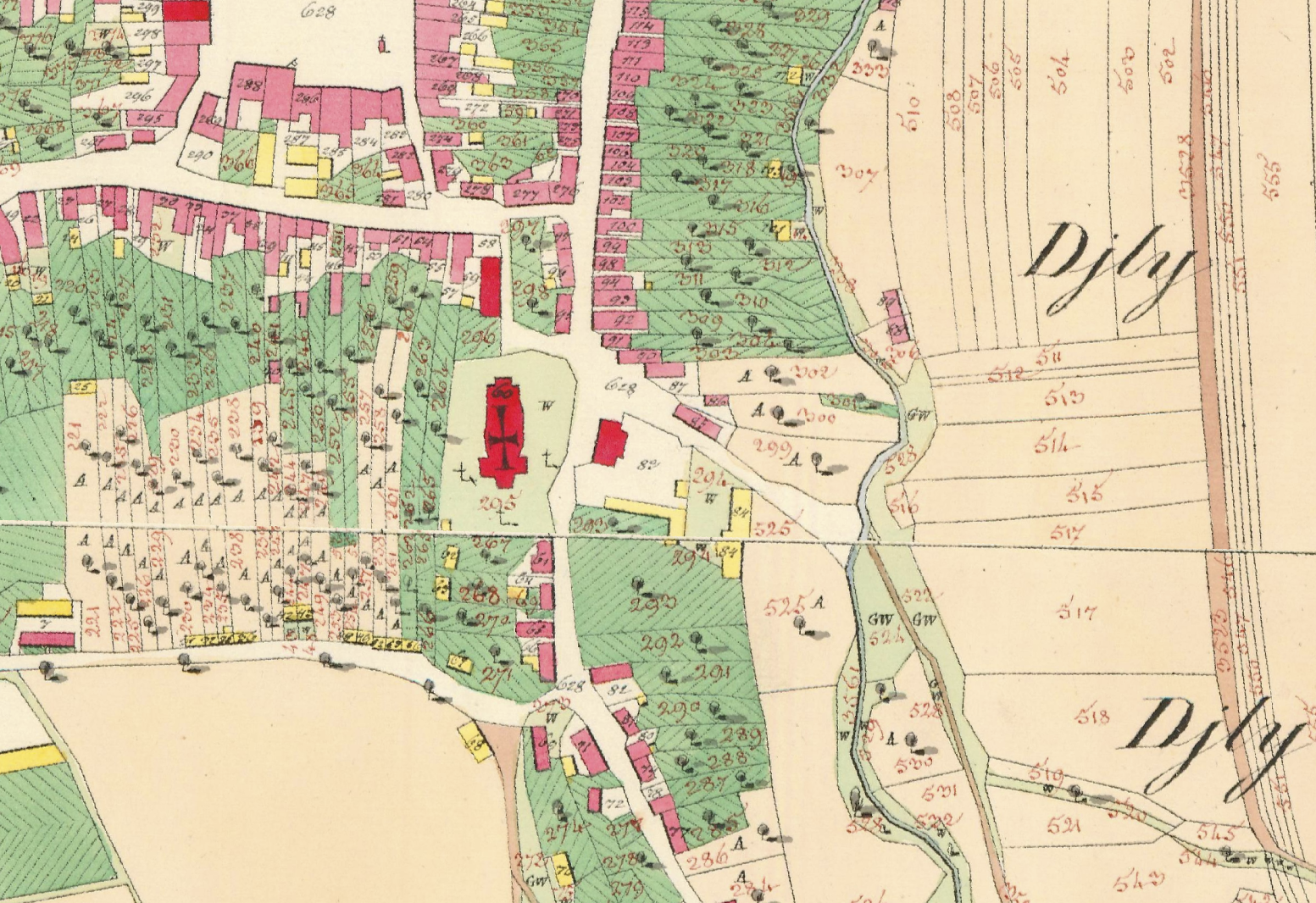
Jihovýchod Zlína ve Stabilním katastru (1829). Na SSZ od ostře červené dominanty kostela na křižovatce ulic směrem k hlavnímu náměstí stával dům s provozovnou Čištínových. Při levém okraji mapy byla pak vedena nová Školní ulice.

Arnošt Čištín měl dům na rohu někdejší Komenského a Kostelní ulice, která vedla z jihovýchodního cípu hlavního náměstí ke kostelu, a zapsal se do paměti obyvatel především výstavbou vysokého kovového komína, který se tyčil v těsné blízkosti náměstí, v provozovně umístěné ve dvoře svého domu.
V roce 1932, když zesnulého starostu Tomáše Baťu vystřídal jeho loajální nástupce Dominik Čipera, započala asanace bloku domů na jižní straně náměstí Míru, namísto Komenského ulice byla nově budována městská třída pokračující nyní dále do východní části města směrem na Vizovice. Uvolněné místo na nároží včetně dřívější Čištínovy provozovny mezi lety 1934 a 1940 postupně zaplnily obchodní a činžovní domy Červinkův, Pavlištíkův a Trantírkův. Mezitím byla v roce 1937 také kompletně asanována původní Školní ulice vedoucí z jihozápadního cípu náměstí k měšťanské škole.
Někdejší záhumenní cestu kolem jižního okraje historického města začala počátkem třicátých let nahrazovat budoucí Štefánikova ulice. Někdy ve stejné době byla proražena také nová Školní ulice, spojující náměstí Míru, resp. novou třídu Tomáše Bati se Štefánikovou ulicí, a v jejím středu kolmo směrem ke kostelu ulice Sadová. Novodobá Školní ulice vedoucí po východním okraji parku Komenského byla v průběhu následujících let postupně zastavována a vznikla tak celá nová ulice s moderní zástavbou. Zlínští podnikatelé a movitější měšťané zde investovali v období hospodářské krize do výstavby činžovních domů, které jim mohly přinášet stabilní příjmy z nájmů. Jedním z takových případů se stal také nový dům Arnošta a Antonie Čištínových.

### Autor a návrh domu
Dům manželům Čištínovým navrhl v roce 1938 třiadvacetiletý Zdeněk Plesník (1914–2003), tehdy ještě čerstvý absolvent pražské UMPRUM v ateliéru Pavla Janáka, těsně před tím, než roku 1939 nastoupil ke studiu architektury na AVU u profesora Josefa Gočára. Valašskomeziříčský rodák v roce 1937 získával praxi jako projektant ve Stavebním oddělení firmy Baťa a zároveň spolupracoval se stavitelem Ferdinandem Sedláčkem. Jeho studium později přerušila druhá světová válka, byl i s dalšími studenty rok vězněn v koncentračním táboře v Oranienburgu, po návratu pracoval u bratra Jana ve filmových ateliérech na Kudlově jako návrhář-kreslič dekorací. Po válce dostudoval a již ženatý odešel do Slovenských Turan nad Váhom, aby se v roce 1948 opět navrátil do Zlína a tehdy už znárodněného baťovského stavebního oddělení (pozdějšího Centroprojektu). V 50. letech proslul díky zakázkám na vily cestovatelů Miroslava Zikmunda a Jiřího Hanzelku i hudebního skladatele Zdeňka Lišky. Stal se nakonec jedním z nejdůležitějších architektů utvářejících veřejnou i soukromou výstavbu ve městě, ovšem činžovní dům pro manžele Čištínovy stál teprve na začátku jeho kariéry, a tak je na plánové dokumentaci podepsán stavitel Sedláček, pro nějž Plesník dům navrhl a který jej projektoval a realizoval.
Dne 11. července 1938 bylo požádáno o stavební povolení a asi po roce, přesněji 3. srpna 1939, byla stavba zkolaudována.

## Architektura
Návrh i realizace domu se vyznačovaly stylovou čistotou funkcionalistického designu. Objekt obchodního a činžovního domu byl postaven tradiční baťovskou konstrukcí, podle Radomíra Kališe ovšem celkový charakter domu připomíná spíše některé realizace architekta Miroslava Lorence, liší se však od nich větší členitostí průčelí.
Třípatrový podsklepený dům téměř čtvercového půdorysu (12 × 11,4 metru) s obchodním parterem je situován v řadové zástavbě Školní ulice na komunikačně i pohledově exponovaném místě. V přízemí byly umístěny dvě samostatné obchodní jednotky s navazujícími sklady a hygienickým zázemím, každá s vlastním vchodem z ulice. Na jižním, pohledově pravém okraji domu pak vedly do komfortní obytné části dveře a celou výškou domu prostupuje dvouramenné schodiště. V prvním, druhém i třetím patře Plesník navrhl prostorné třípokojové byty s totožnými kompozicemi. Jejich obývací místnosti jsou orientované na západní stranu tak, aby z jejich oken byl výhled do ulice a rozlehlého parku, včetně možnosti vystoupit na centrálně umístěný balkon. Provozní zázemí pak bylo obráceno na východ do vnitrobloku a zahrnovalo (postupně od schodiště) koupelnu a WC, výstup z předsíně na zadní terasu, koupelnu se spíží a menší místností pro služku. V suterénu domu byla umístěna sušárna a prádelna.
Fasádu přízemí tvořily tři elegantní hluboké prosklené výkladce, usazené v kovových rámech, se skly lepenými v nárožích výkladců na sraz. Nad nimi probíhá mohutná římsa, ve střední části obloukovitě vystupující do prostoru, čímž vznikla půlkruhová stříška se středním nosným sloupem. Stříška chránila trychtýřovitě ustupující vstupní část fasády se dvěma víceméně centrálně umístěnými vchody do obou obchodních jednotek. Římsu od obytných pater odděluje vsazený ustupující nadsvětlík s pásovými okny, kam byly umístěny neonové nápisy a reklamy.
Čelní fasáda všech tří obytných pater je členěna totožně, a to do tří polí. Levou část utváří čtvercový otvor s dvojicí dvoukřídlých oken s ventilačními nadsvětlíky, určený architektem k funkci prosklené zimní zahrady. Parapetní výplň otvoru z drátoskla je provázaná i se zábradlím lodžie s balkonem ve středové části fasády. Prosklení středového pole bylo řešeno pásovým oknem. Pravé pole pak bylo osazeno vždy jedním pravoúhlým trojdílným oknem, čímž autor kompozičně reagoval na řešení sousedního domu. Zadní fasáda domu byla osově po celé výšce rozdělena výklenkem na dvě poloviny. Okna byla umístěna asymetricky, s ohledem na funkční uspořádání bytů, a byla členěná i nečleněná. Střecha objektu dostala mírný pultový sklon.

## Další vývoj

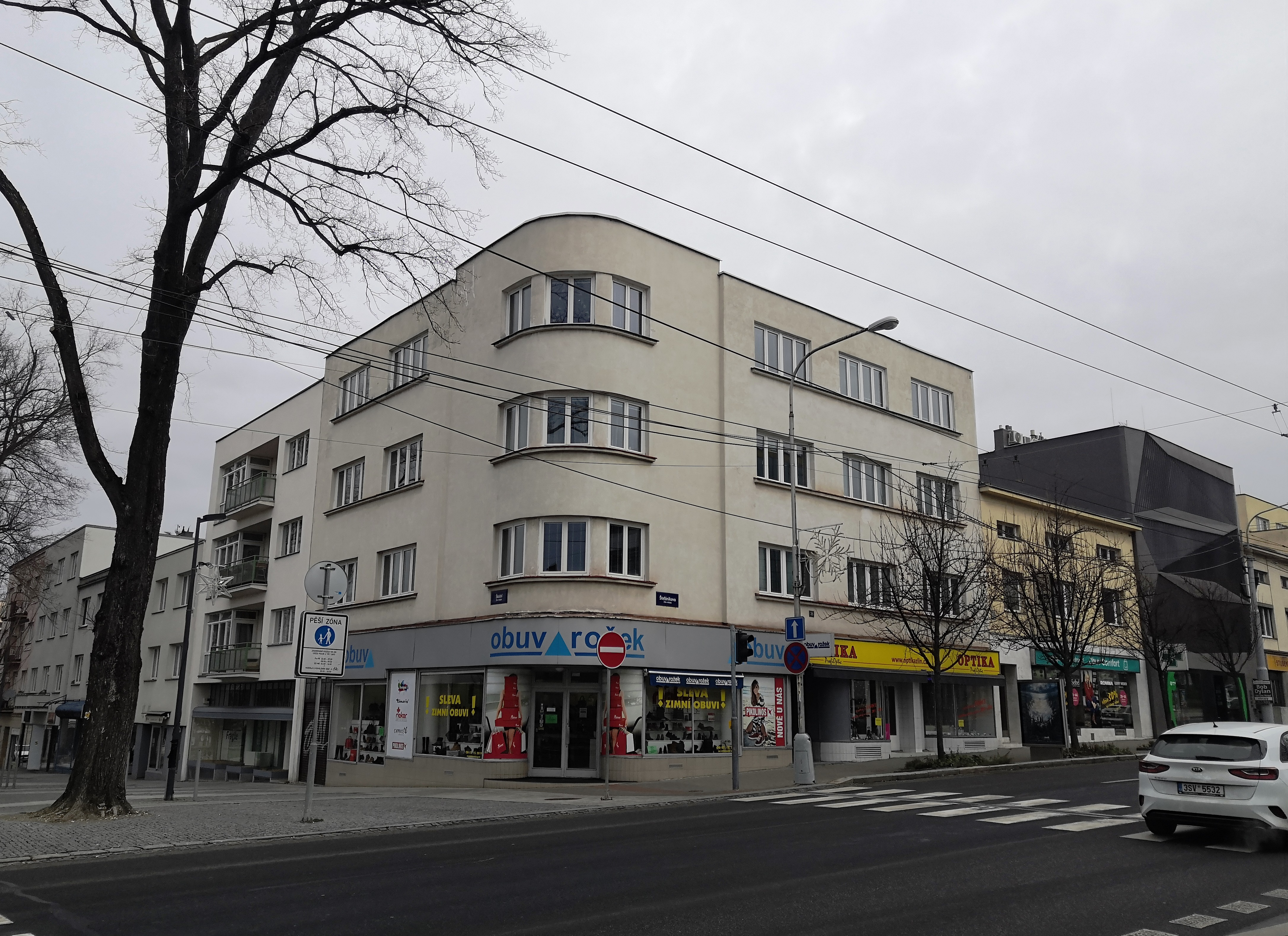
Roh Školní a Štefánikovy ulice, na nárožní dům vlevo navazuje dům manželů Čištínových (rok 2020, stav po rekonstrukci)

V 70. letech 20. století byly dvě obchodní jednotky v přízemí propojeny do jednoho společného prostoru. Ačkoli v roce 1992 byla provedena výměna výkladců v obchodním parteru domu, což výrazně degradovalo původní architektonické uspořádání, v roce 2014 došlo ke kompletní rekonstrukci obvodového pláště budovy i s balkony a byla jí vrácena původní podoba.
V červenci 2001 byl činžovní dům prohlášen rozhodnutím Ministerstva kultury ČR za kulturní památku. Již od listopadu 1990 je také součástí zlínské městské památkové zóny. Podle Národního památkového ústavu je „kvalitní ukázkou meziválečné architektonické tvorby, obohacující celek zlínských funkcionalistických staveb“. S ohledem i na skutečnost, že se jednalo o první zlínskou realizaci Zdeňka Plesníka, kterou od jeho dalších prací dělila druhá světová válka a jeho další studium, stal se dům důležitým dokumentem počátků jeho tvůrčí dráhy a v místním kontextu představoval poměrně výjimečnou architekturu, vymykající se typickým baťovským konstrukčním principům i charakteristickému použití režného cihlového zdiva.